# Virú (provincie)
Virú is een provincie in de regio La Libertad in Peru. De provincie heeft een oppervlakte van 3.215 km² en telt 117.088 inwoners (2015). De hoofdplaats van de provincie is het district Virú.

## Bestuurlijke indeling
De provincie Virú is verdeeld in drie districten, UBIGEO tussen haakjes:
- (131202) Chao
- (131203) Guadalupito
- (131201) Virú, hoofdplaats van de provincie

Ascope · Bolívar · Chepén · Gran Chimú · Julcán · Otuzco · Pacasmayo · Patáz · Sánchez Carrión · Santiago de Chuco · Trujillo · Virú